# أبو طيط رمادي
أبو طيط رمادي (الاسم العلمي: Vanellus cinereus) (بالإنجليزية: Grey-headed Lapwing)‏ هو نوع من الطيور يتبع جنس الأبو طيط من الفصيلة الزقزاقية.